# Cercidiphyllum
Genre
Classification phylogénétique
Cercidiphyllum est un genre de plantes dicotylédones : c'est le seul genre placé dans la famille des Cercidiphyllaceae.
Les spécimens de notre époque proviennent essentiellement d'Asie orientale, du Japon (Honshū et Hokkaidō) et de Chine (Shanxi sud-ouest vers Sichuan, et est vers Zhejiang). Cependant, des fossiles ont démontré que cet arbre, issu de la période du Miocène, avait pour lieu d'origine l'ouest de l'Amérique du Nord, d'où il a totalement disparu des forêts naturelles.
Ce sont la famille et le genre du katsura (Cercidiphyllum japonicum) qui est un grand arbre à feuilles caduques, des régions tempérées de l'est de l'Asie, cultivé comme source de bois d'œuvre et comme arbre d'ornement.

## Liste des espèces
Seules deux espèces sont actuellement acceptées au sein du genre Cercidiphyllum :
- Cercidiphyllum japonicum Siebold & Zucc.
- Cercidiphyllum magnificum (Nakai) Nakai
- † Cercidiphyllum articulum (espèce fossile d'Amérique du Nord datant du tertiaire)
- † Cercidiphyllum kadanense (Prakash et al.) (espèce fossile de République Tchèque datant de l'oligocène)[1].
- † Cercidiphyllum spenceri (D.W. Brett) (fossile découvert par Harold Spencer en 1928 dans Argile de Londres)